# Wahlbezirk Böhmen 5
Der Wahlbezirk Böhmen 5 war ein Wahlkreis für die Wahlen zum Abgeordnetenhaus im österreichischen Kronland Böhmen. Der Wahlbezirk wurde 1907 mit der Einführung der Reichsratswahlordnung geschaffen und bestand bis zum Zusammenbruch der Habsburgermonarchie.

## Geschichte
Nachdem der Reichsrat im Herbst 1906 das allgemeine, gleiche, geheime und direkte Männerwahlrecht beschlossen hatte, wurde mit 26. Jänner 1907 die große Wahlrechtsreform durch Sanktionierung von Kaiser Franz Joseph I. gültig. Mit der neuen Reichsratswahlordnung schuf man insgesamt 516 Wahlbezirke, wobei mit Ausnahme Galiziens in jedem Wahlbezirk ein Abgeordneter im Zuge der Reichsratswahl gewählt wurde. Der Abgeordnete musst sich dabei im ersten Wahlgang oder in einer Stichwahl mit absoluter Mehrheit durchsetzen. Der Wahlkreis Böhmen 5 den III. und IV. Prager Gemeindebezirk (Kleinseite und Hradschin). Aus der Reichsratswahl 1907 ging Jan Kaftan (Jungtschechen) als Sieger hervor, der bereits seit 1891 Abgeordneter zum Reichsrat war. Nach seinem Tod wurde er von Karel Šviha (national-soziale Partei) abgelöst. Bei der Reichsratswahl 1911 siegte Vilém Funk (Jungtschechen).

## Wahlen

### Reichsratswahl 1907
Die Reichsratswahl 1907 wurde am 14. Mai 1907 (erster Wahlgang) sowie am 23. Mai 1907 (Stichwahl) durchgeführt.

#### Erster Wahlgang
| Kandidat                                                             | Partei                                  | Wahlkreisstimmen | Prozent |
| -------------------------------------------------------------------- | --------------------------------------- | ---------------- | ------- |
| Jan Kaftan                                                           | Jungtschechen                           | 1554             | 38,5 %  |
| Josef Süß                                                            | Tschechische Sozialdemokratische Partei | 824              | 20,4 %  |
| Wenzel Dvorský                                                       | Katholische Volkspartei                 | 636              | 15,8 %  |
| Jan Kamelský                                                         | Tschechische national-soziale Partei    | 609              | %       |
| Deutsche Zählkandidaten                                              |                                         | 383              | 15,1 %  |
|                                                                      | Sonstige Parteien                       | 20               | 0,5 %   |
| Wahlberechtigte: 6300, Ungültige Stimmen: 8, Wahlbeteiligung: 64,0 % |                                         |                  |         |

#### Stichwahl
| Kandidat                                                              | Partei                     | Wahlkreisstimmen | Prozent |
| --------------------------------------------------------------------- | -------------------------- | ---------------- | ------- |
| Jan Kaftan                                                            | Jungtschechen              | 2591             | 72,6 %  |
| Josef Süß                                                             | Sozialdemokratische Partei | 980              | 27,4 %  |
| Wahlberechtigte: 6300, Ungültige Stimmen: 16, Wahlbeteiligung: 56,9 % |                            |                  |         |

### Reichsratsergänzungswahl 1909
Nach dem Tod Kaftans  wurde eine Ergänzungswahl für seinen Nachfolger ausgeschrieben. Diese wurde am 17. Juni April 1909 (erster Wahlgang) bzw. am 24. Juni 1909 (Stichwahl) durchgeführt. Bei der Stichwahl konnte sich Karel Šviha (Jungtschechen) durchsetzen.

#### Erster Wahlgang
| Kandidat                                                        | Partei                                  | Wahlkreisstimmen | Prozent |
| --------------------------------------------------------------- | --------------------------------------- | ---------------- | ------- |
| Vilém Funk                                                      | Jungtschechen                           | 1314             | 31,2 %  |
| Karel Šviha                                                     | Tschechische national-soziale Partei    | 1145             | 27,2 %  |
| Gustav Mazanec                                                  | Katholische Volkspartei                 | 640              | 15,2 %  |
| Josef Süß                                                       | Tschechische Sozialdemokratische Partei | 620              | 14,7 %  |
| Šubert                                                          | Alttschechen                            | 490              | 11,6 %  |
|                                                                 | Sonstige                                | 2                | 0,1 %   |
| Wahlberechtigte: ?, Ungültige Stimmen: 32, Wahlbeteiligung: ? % |                                         |                  |         |

#### Stichwahl
| Kandidat                                                             | Partei                               | Wahlkreisstimmen | Prozent |
| -------------------------------------------------------------------- | ------------------------------------ | ---------------- | ------- |
| Karel Šviha                                                          | Tschechische national-soziale Partei | 2078             | 51,4 %  |
| Vilém Funk                                                           | Jungtschechen                        | 1967             | 48,6 %  |
| Wahlberechtigte: 5312, Ungültige Stimmen:28, Wahlbeteiligung: 76,7 % |                                      |                  |         |

### Reichsratswahl 1911
Die Reichsratswahl 1911 wurde am 13. Juni 1911 durchgeführt. Die Stichwahl entfiel auf Grund des absoluten Mehrheit für Funk im ersten Wahlgang.
| Kandidat                                                              | Partei                                  | Wahlkreisstimmen | Prozent |
| --------------------------------------------------------------------- | --------------------------------------- | ---------------- | ------- |
| Vilém Funk                                                            | Jungtschechen                           | 2461             | 58,2 %  |
| František Kordač                                                      | Tschechische Christlichsoziale Partei   | 758              | 17,9 %  |
| Johann Hakl                                                           | Tschechische Sozialdemokratische Partei | 537              | 12,7 %  |
| Alexander Richter                                                     | Deutsche Fortschrittspartei             | 289              | 6,8 %   |
| Emanuel Lukeš                                                         | Staatsrechtlich-fortschrittliche Partei | 176              | 4,2 %   |
|                                                                       | Sonstige                                | 11               | 2,6 %   |
| Wahlberechtigte: 5149, Ungültige Stimmen: 46, Wahlbeteiligung: 83,1 % |                                         |                  |         |